# Marge proglaciaire de Trift
 (janvier 2024).
La mise en forme du texte ne suit pas les recommandations de Wikipédia : il faut le « wikifier ».
Les points d'amélioration suivants sont les cas les plus fréquents. Le détail des points à revoir est peut-être précisé sur la page de discussion.
- Les titres sont pré-formatés par le logiciel. Ils ne sont ni en capitales, ni en gras.
- Le texte ne doit pas être écrit en capitales (les noms de famille non plus), ni en gras, ni en italique, ni en « petit »…
- Le gras n'est utilisé que pour surligner le titre de l'article dans l'introduction, une seule fois.
- L'italique est rarement utilisé : mots en langue étrangère, titres d'œuvres, noms de bateaux, etc.
- Les citations ne sont pas en italique mais en corps de texte normal. Elles sont entourées par des guillemets français : « et ».
- Les listes à puces sont à éviter, des paragraphes rédigés étant largement préférés. Les tableaux sont à réserver à la présentation de données structurées (résultats, etc.).
- Les appels de note de bas de page (petits chiffres en exposant, introduits par l'outil «  Source ») sont à placer entre la fin de phrase et le point final[comme ça].
- Les liens internes (vers d'autres articles de Wikipédia) sont à choisir avec parcimonie. Créez des liens vers des articles approfondissant le sujet. Les termes génériques sans rapport avec le sujet sont à éviter, ainsi que les répétitions de liens vers un même terme.
- Les liens externes sont à placer uniquement dans une section « Liens externes », à la fin de l'article. Ces liens sont à choisir avec parcimonie suivant les règles définies. Si un lien sert de source à l'article, son insertion dans le texte est à faire par les notes de bas de page.
- La présentation des références doit suivre les conventions bibliographiques. Il est recommandé d'utiliser les modèles {{Ouvrage}}, {{Chapitre}}, {{Article}}, {{Lien web}} et/ou {{Bibliographie}}. Le mode d'édition visuel peut mettre en forme automatiquement les références.
- Insérer une infobox (cadre d'informations à droite) n'est pas obligatoire pour parachever la mise en page.

Pour une aide détaillée, merci de consulter Aide:Wikification.
Si vous pensez que ces points ont été résolus, vous pouvez retirer ce bandeau et améliorer la mise en forme d'un autre article.

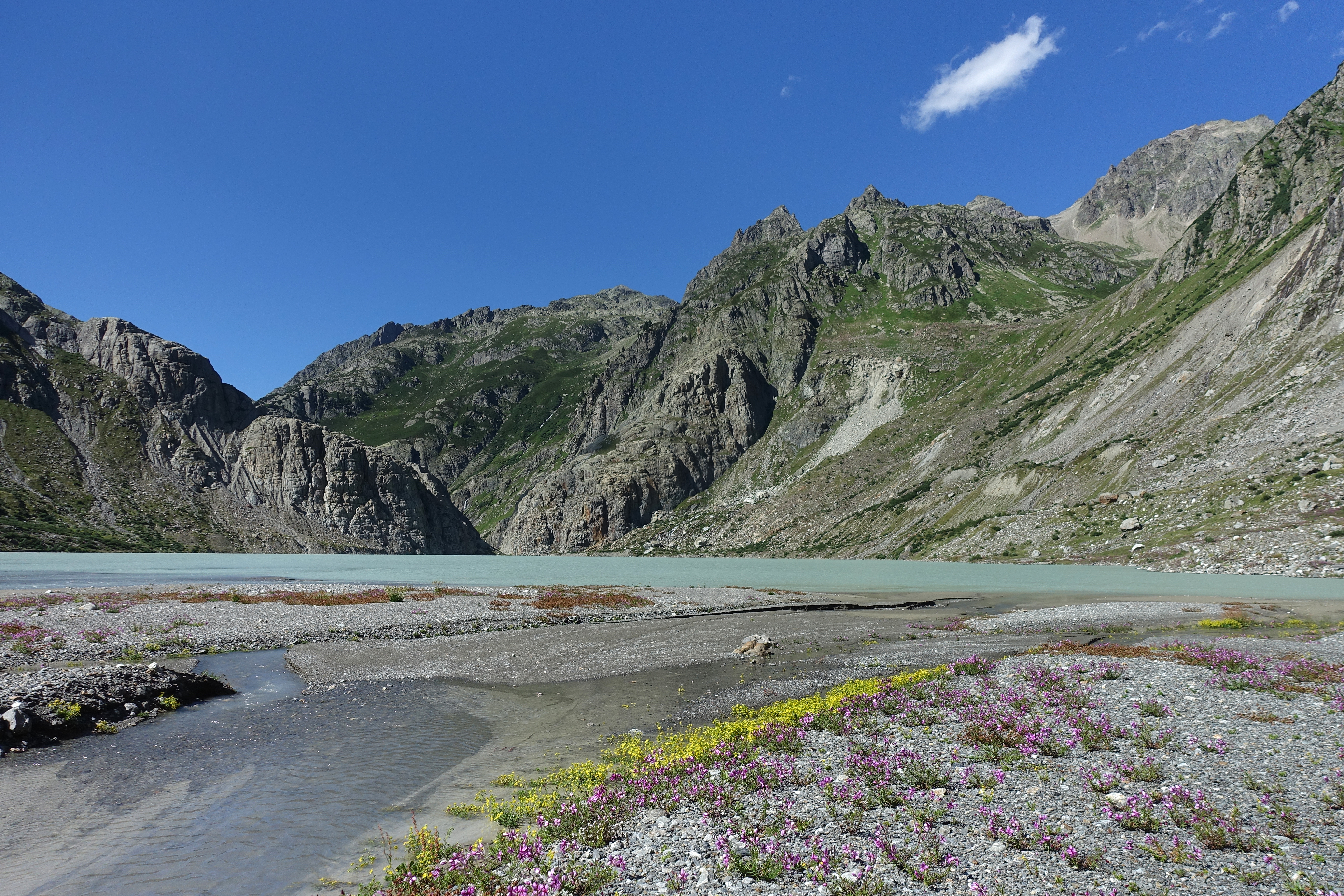
Epilobium fleischeri et Saxifraga anizoides, plantes pionnières typiques des alluvions et des moraines, dans la plaine alluviale et sur le delta de la rive sud du lac de Trift.

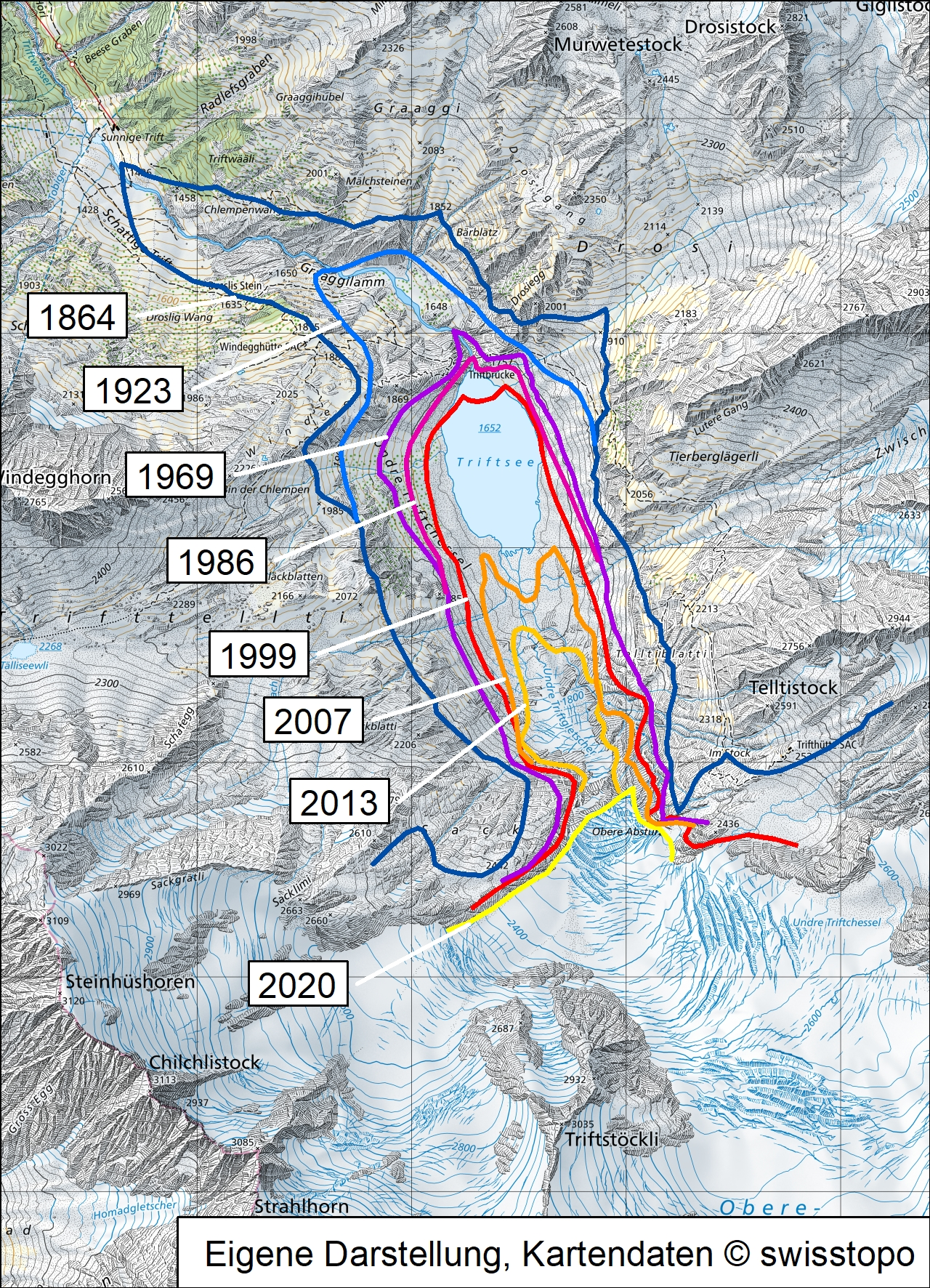
Le recul du glacier de Trift en train de fondre depuis 1864

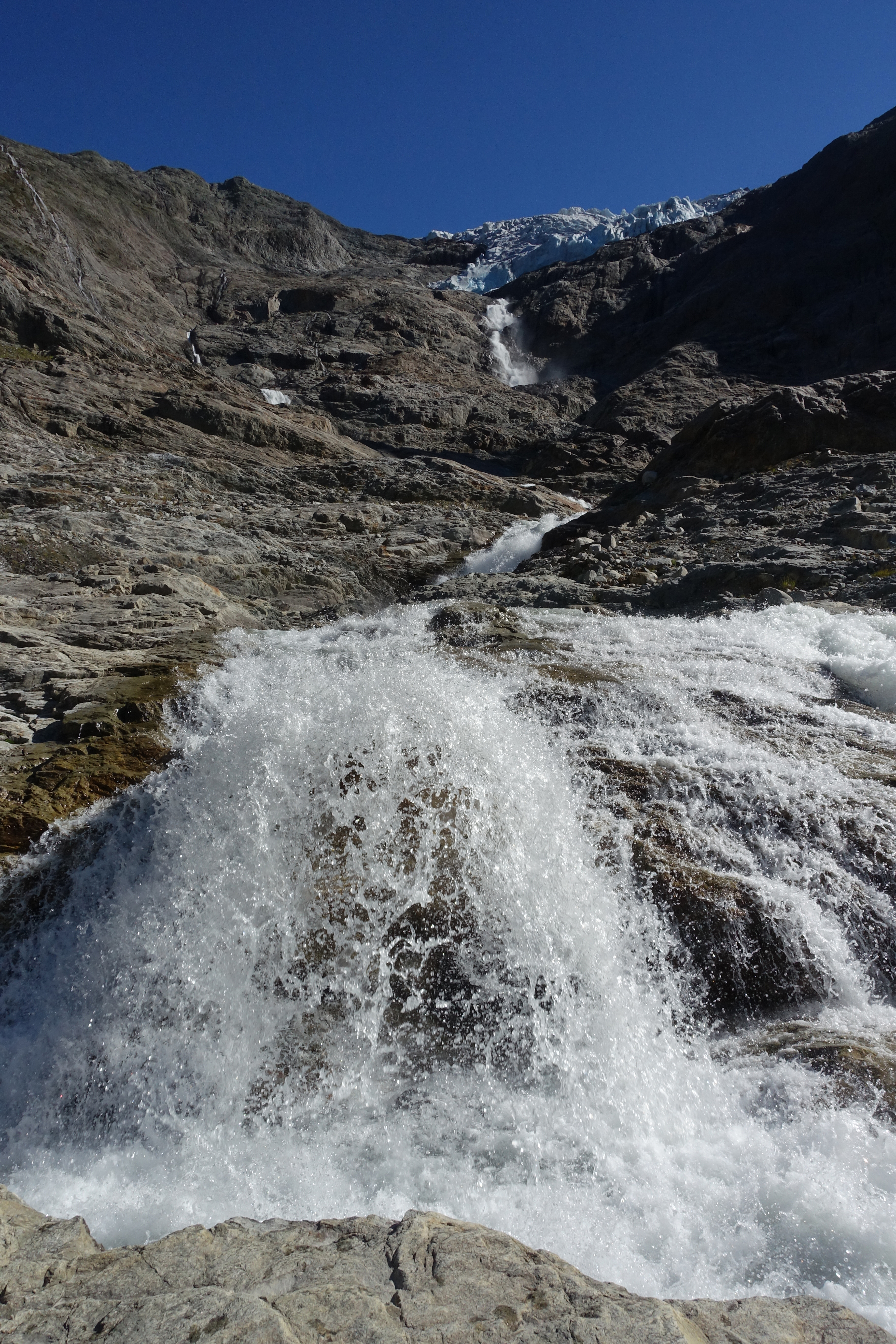
Le Triftwasser se précipite en cascades et en nombreux cascades depuis la langue du glacier jusqu'au lac naturel du Triftsee en passant par le palier rocheux.

La marge proglaciaire de Trift dans le canton de Berne comprend une grande diversité de formes géomorphologiques et d'habitats pour les pionniers et les associations végétales. Un delta est en train de se former à l'extrémité sud du lac de Trift et une plaine alluviale alpine constitue une zone de grande valeur biologique pour une multitude d'êtres vivants, parfois rares et menacés. Le bassin de dérive recèle en outre un potentiel de production d'électricité par une centrale hydroélectrique en cours de planification.

## Position
La marge proglaciaire de Trift se situe dans la zone de retrait du Glacier de Trift dans la commune de Innertkirchen, canton de Berne, entre le Col du Susten et le Col du Grimsel. Elle s'étend de la rupture du glacier (environ 2300 m au-dessus du niveau de la mer) jusqu'au Sunnige Trift (1325 m au-dessus du niveau de la mer) en dessous du Graaggilamm. La région est drainée par le Triftwasser, qui se jette dans la Gadmerwasser. Le lac de Trift, retenu par un goulet naturel, se trouve à 1650 m d'altitude. Une plaine alluviale alpine s'est formée à son extrémité sud, où le Triftwasser se ramifie en plusieurs bras et forme les premiers méandres.

## Géographie

### Diversité de formes géologiques
Selon Mary Leibundgut, qui a recensé la région en 2022 selon la méthode développée par l'Office fédéral de l'environnement pour l'inventaire des zones alluviales et actualisée en 2021, le glacier a laissé derrière lui une multitude de paysages différents. Les surfaces de polissage glaciaire, les roches moutonnées, les rigoles d'écoulement dans la roche et la gorge sont autant d'exemples frappants. Outre ces formes d'érosion, il existe également des formes d'accumulation, comme les remparts de moraines latérales encore visibles par endroits ou la moraine de fond finement protégée sur le côté sud du lac de Trift. Des surfaces Sandur, anciens cours d'eau, mares, delta, lac et les sédiments fluvioglaciaires actifs, inactifs et relictuels témoignent de la dynamique du Triftwasser et de ses affluents.

### Géologie
La marge proglaciaire est entièrement située dans les roches cristallines du massif de l'Aar. Outre les gneiss dominants, une étroite bande d'affleurements de roches volcaniques est également présente dans la zone de la cabane Trift du Club Alpin Suisse. Dans le matériel morainique du glacier de Trift, on peut donc trouver des conglomérats volcaniques et des volcanites riches en quartz (rhyolite). On remarque particulièrement les épais blocs de mottes d'amphibolite déposés en marge proglaciaire, qui proviennent de la région du Gwächtenhorn et ont été transportés par le glacier sur de grandes distances. Les blocs d'amphibolite sombres sont noyés dans une masse claire de granite fondu.
La marge proglaciaire de Trift est marquée par des lignes de faille tectoniques qui sont pour la plupart parallèles à la direction longitudinale du massif de l'Aar (WSW-ENE) et perpendiculairement au sens d'écoulement du glacier ou à l'axe de la vallée du Triftwasser. L'élément dominant du paysage est la ligne de terrain marquée qui s'étend du sud-ouest au nord-est du Furtwangsattel vers le Steilimmi en passant par la barre rocheuse de Windegg et Drosiegg. Elle agit comme un barrage naturel derrière lequel la glace du glacier de Trift a creusé une cirque glaciaire surbaissée et qui est percée par le Triftwasser dans une gorge étroite. Le lac naturel de Trift, créé depuis 1999 environ, est un lac karstique typique.
Dans l'étage rocheux situé en dessous de la rupture actuelle du glacier, des lignes de faille perpendiculaires à l'axe de la vallée créent également une situation particulière : sous l'effet de la forte pression exercée par la glace du glacier, elles ont été creusées en profonds chenaux d'écoulement qui dévient l'eau de dérive perpendiculairement au sens d'écoulement. Aujourd'hui, le Triftwasser se précipite en une cascade de 150 m de haut par-dessus le gradin rocheux, pour ensuite disparaître dans un profond chenal et ressortir 200 m plus à l'est pour s'écouler en une succession de cascades vers la plaine alluviale alpine sur la rive sud du la de Trift.

### Végétation
Mary Leibundgut a observé en 2022 un total de 27 unités de végétation différentes. Différentes associations pionnières sur éboulis siliceux prédominent, dont, en particulier sur la rive sud du lac de Trift, dans les zones vallonnées de moraines de fond, des formations d'éboulis fins siliceux. L' Epilobion fleischeri avec Epilobe de Fleischer est très répandu et fait partie des types d'habitats à protéger selon l'ordonnance sur la protection de la nature et du paysage. Parmi les associations de transition, on trouve des pelouses hautes à autruche des roseaux (Agrostis schraderiana, calamagrostion). Dans la partie inférieure de la marge proglaciaire, des pâturages gras et des pelouses mixtes recouvrent les surfaces utilisées par l'agriculture alpine, pâturées par des moutons et en partie dégénérées et pauvres en espèces. Le poil de bouc (nardus stricta) est répandu dans toute la marge proglaciaire, mais les pelouses à nardus typiques sont rares. De grandes surfaces de la marge proglaciaire sont occupées par des communautés de buissons, dont surtout l'aulnaie. L'aulne (alnus viridis) a une longue tradition dans la région. Ce bois pionnier supporte des charges de neige importantes et des avalanches grâce à la souplesse de ses branches.
Le terrain de la rive sud du lac en direction du glacier du Trift forme une plaine alluviale alpine. Grâce à sa grande dynamique et à son potentiel de développement, elle fait partie des zones les plus précieuses de toute la marge proglaciaire.

### Faune
Dans son rapport sur la biologie aquatique, l'écologiste Verena Lubini-Ferlin identifie 58 espèces d'insectes aquatiques dans le Triftwasser, le Steiwasser et dans la plaine alluviale à l'extrémité sud du lac de Trift. Parmi celles-ci, deux espèces figurent sur la liste rouge, dix sont potentiellement en danger, sept sont des espèces prioritaires nationales, quatre sont des endémies alpins et cinq espèces sont considérées comme vulnérables. Les plaines alluviales alpines de la marge proglaciaire de Trift abritent des coléoptères, des punaises, des phryganes, des plécoptères, des éphémères et des libellules. Certaines sont des espèces caractéristiques des Alpes, comme le coléoptère aquatique Hydroporus foveolatus et les Punaise aquatique Arctocorisa carinata et Gerris costae. En outre, trois types de source dynamisent ces habitats : Dictyogenus fontium, Consorophylax consors et le cordulégastre bidenté (Cordulegaster bidentata). Il existe également un spécialiste absolu de l'habitat, les Hydroptilidae Stactobia moselyi, dont les larves vivent exclusivement sur les parois rocheuses ruisselantes.

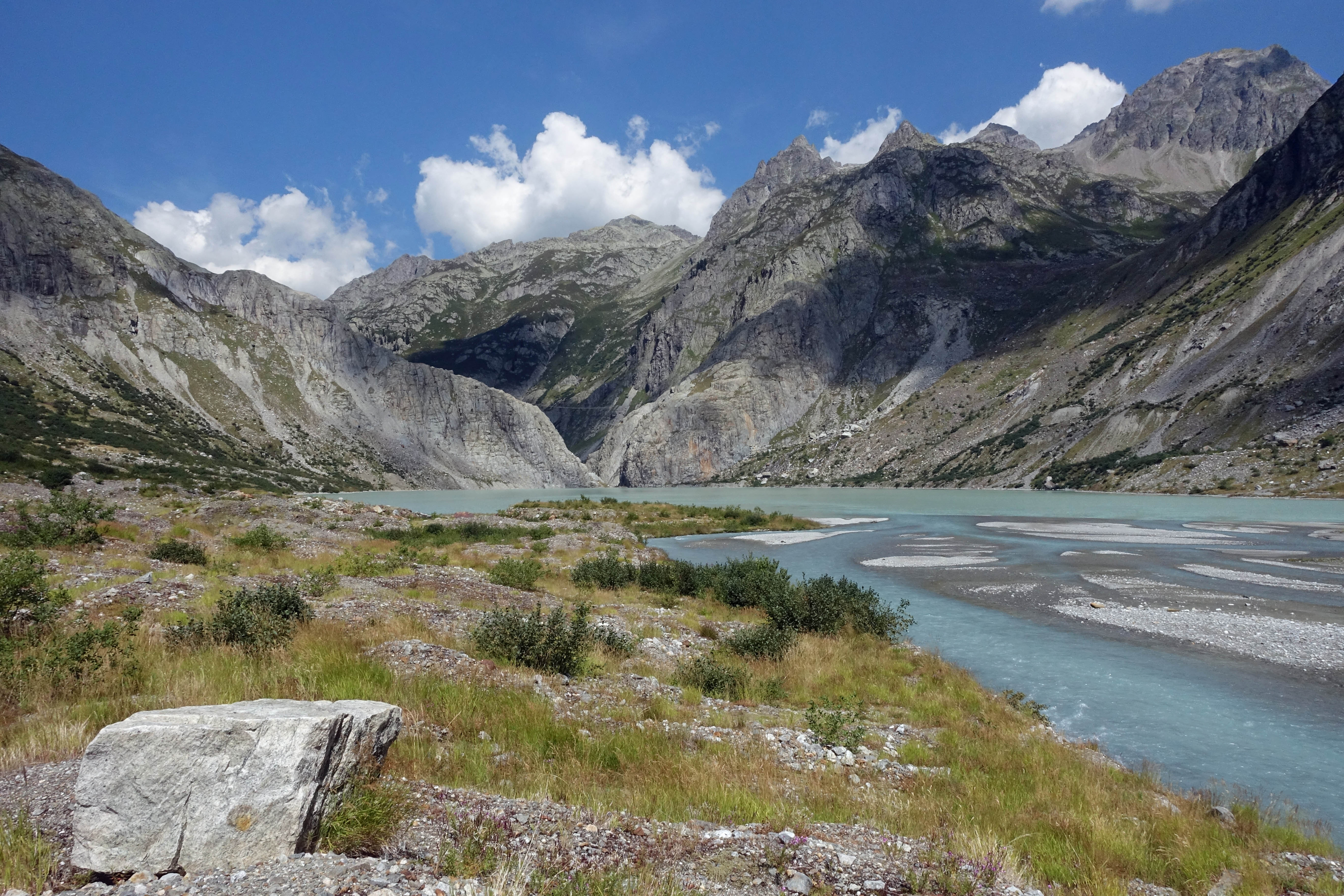
Paysage de moraine de base vallonnée avec beaucoup de matériaux fins et une grande plaine alluviale
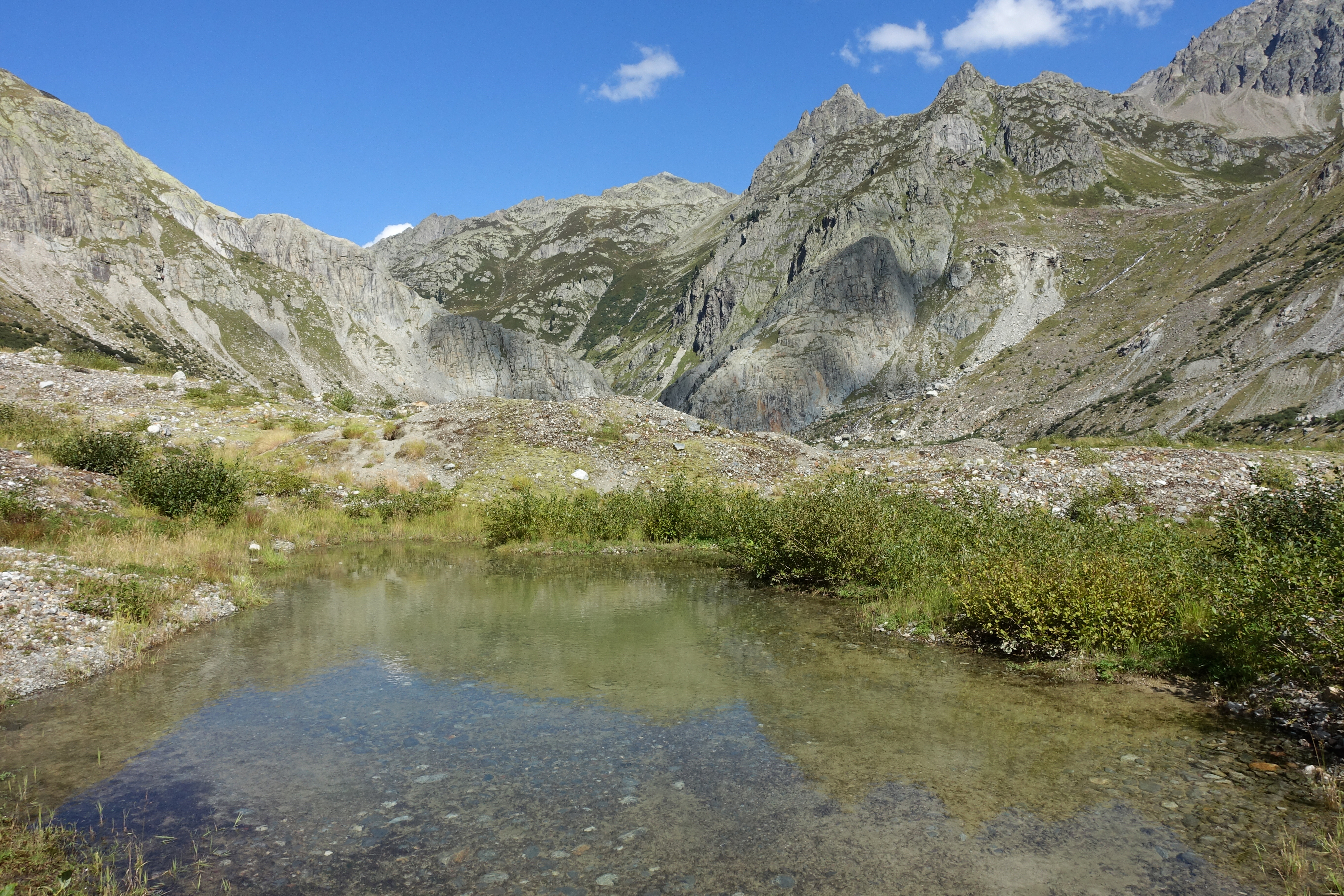
Paysage de moraines de base avec mares et premières espèces de marais et d'amphibiens
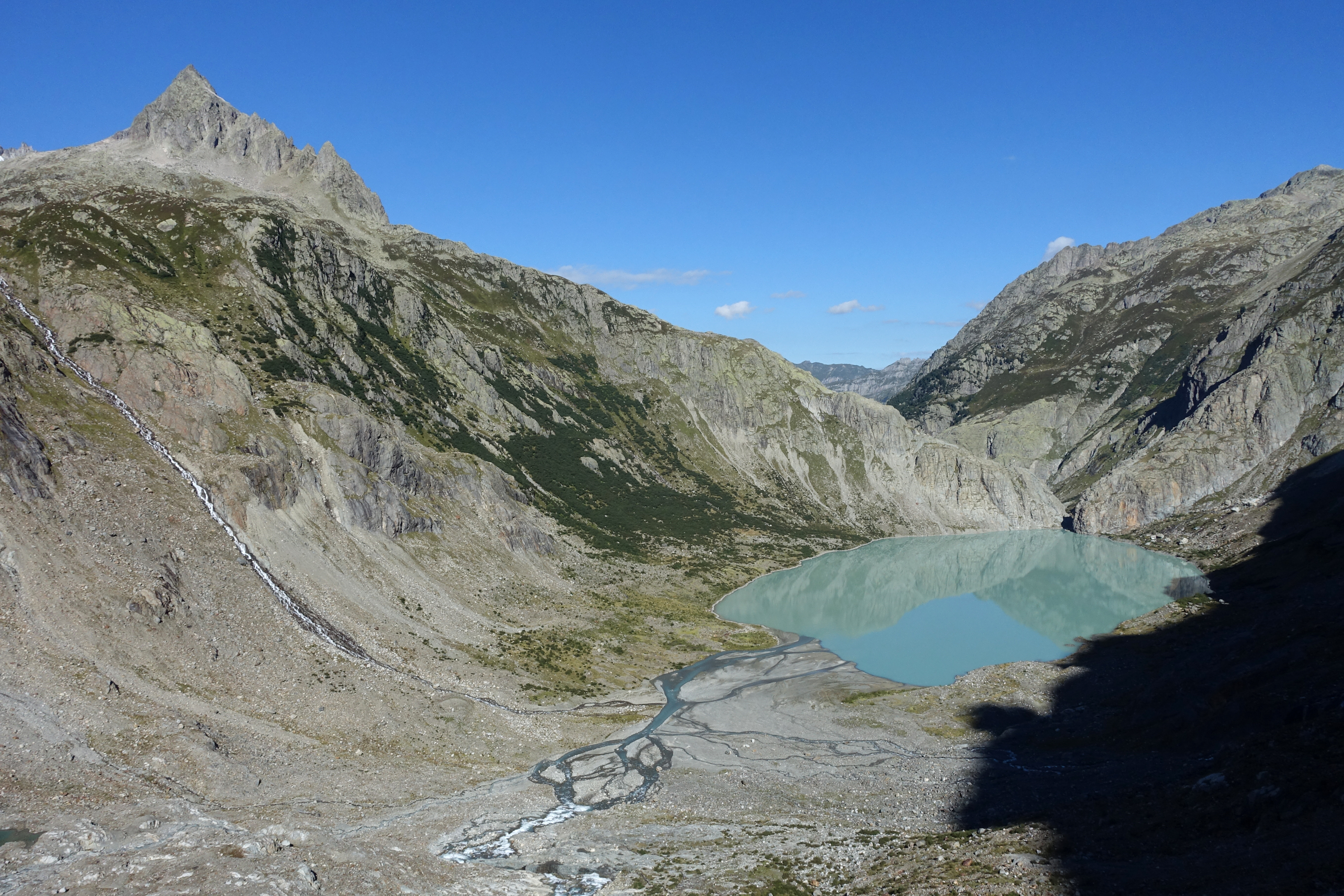
Delta et plaine alluviale qui seraient inondés en cas de construction du barrage prévu.
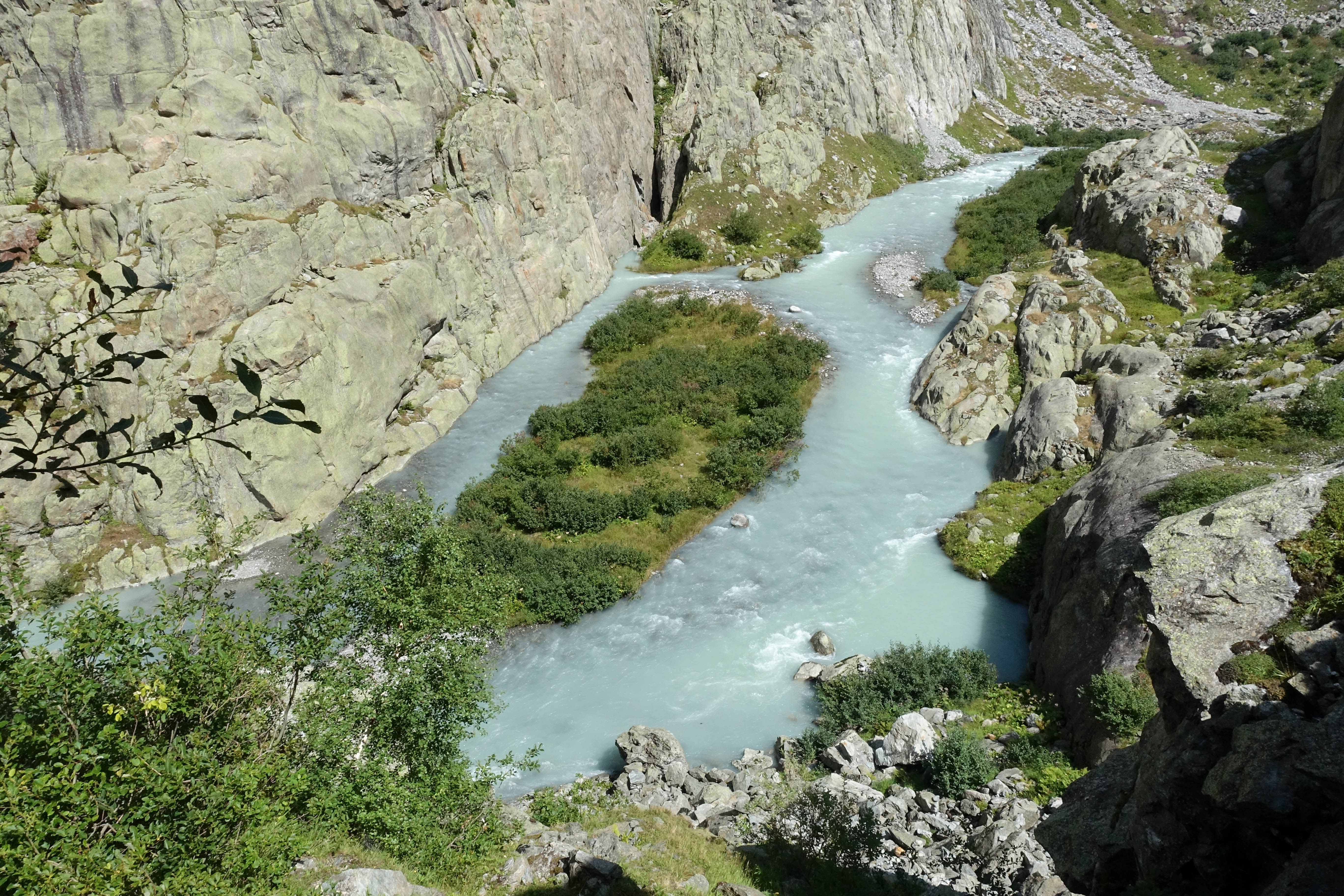
Dans le Graaggiboden, le Triftwasser se ramifie en une petite plaine alluviale.
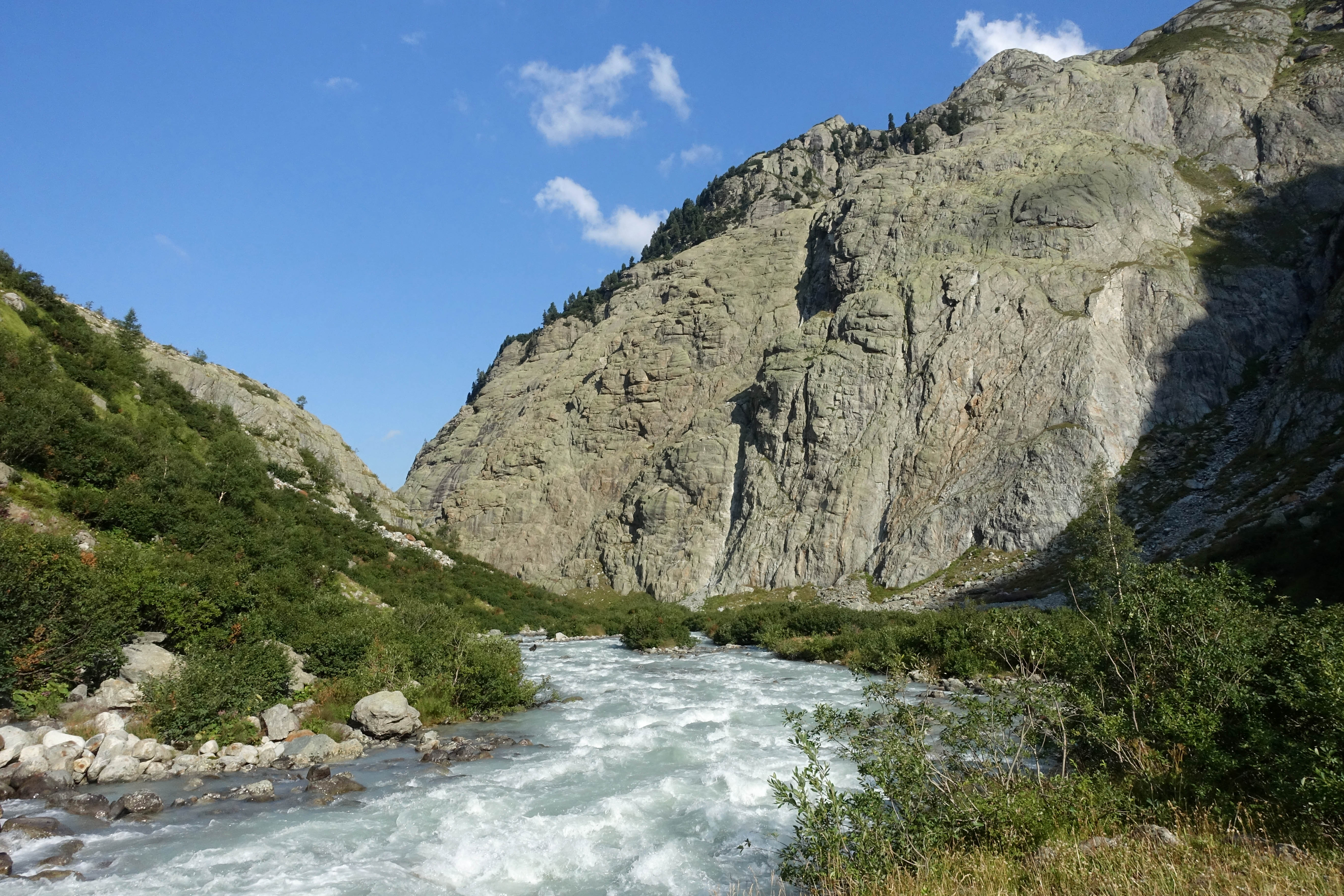
La construction d'un barrage réduirait le torrent à un faible débit résiduel et serait …
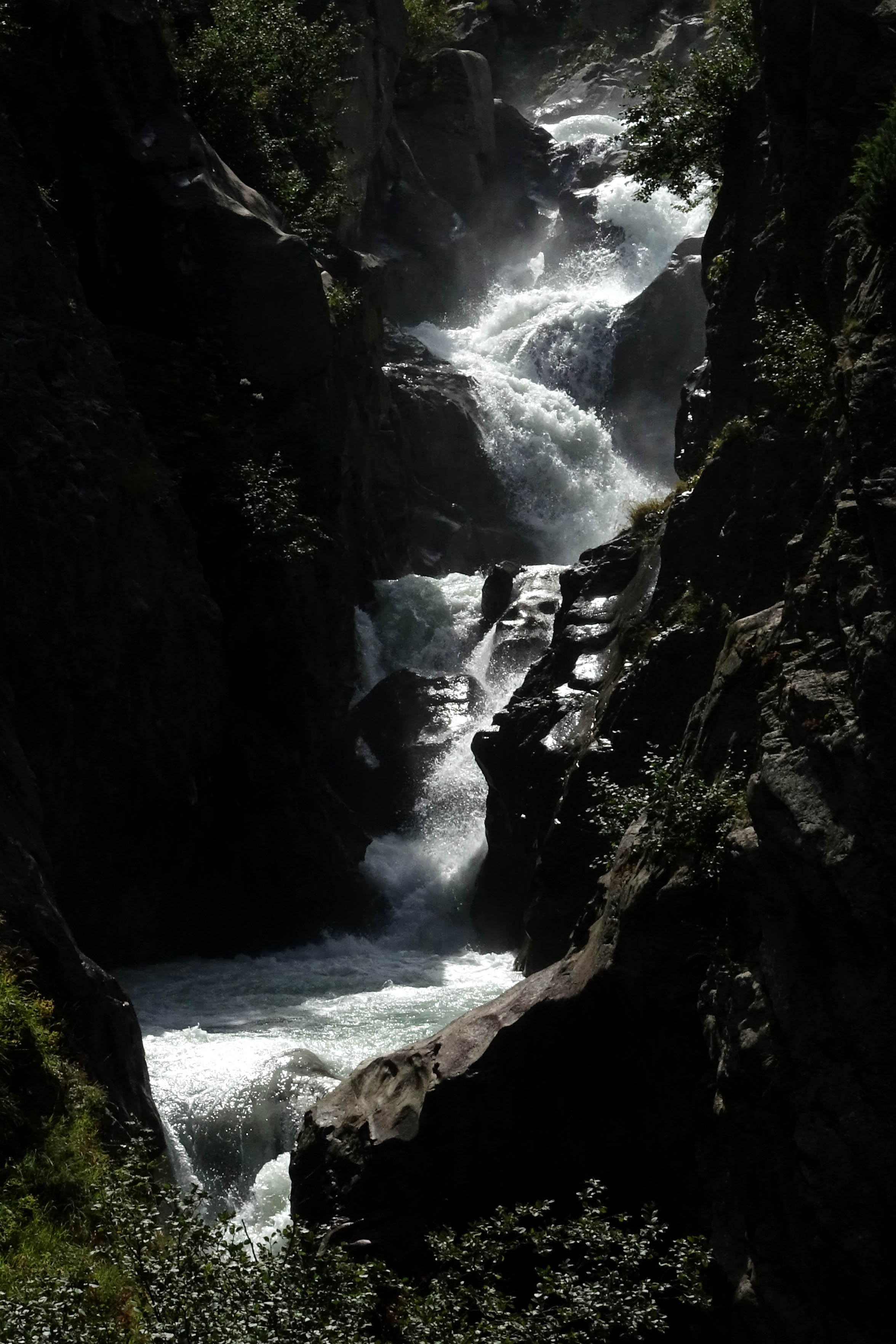
… un filet d'eau dans le Graaggilamm.

## Tourisme et loisirs

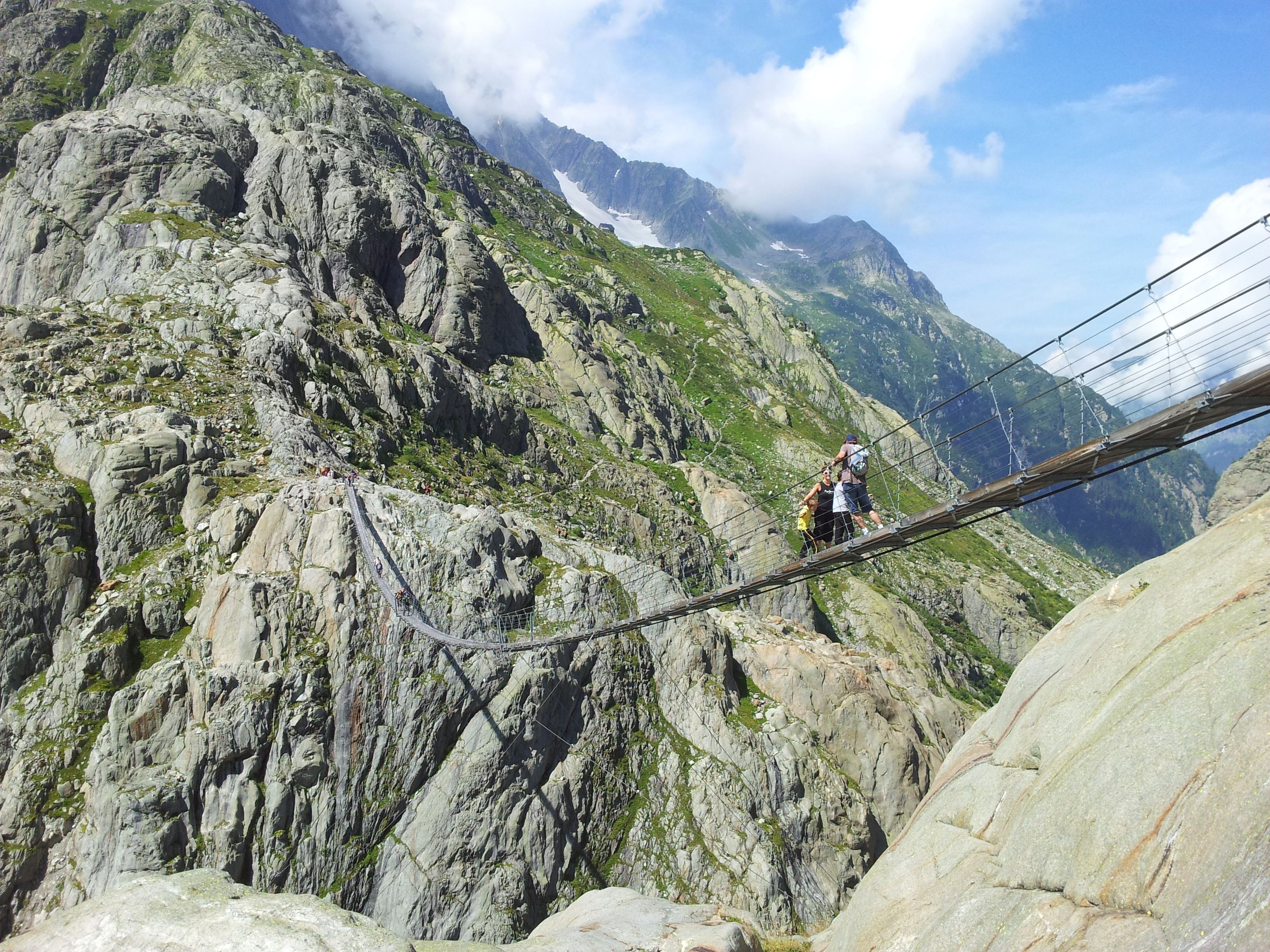
pont suspendu appelé "Triftbrücke"

Depuis le milieu du 19e siècle, les alpinistes s'intéressent à cette région. La première cabane Trift a été construite en 1864 sur l'éperon du Telltistock. La première cabane Windegg a suivi en 1891. Les deux cabanes étaient alors situées non loin du glacier de Trift.
Depuis la construction du premier pont suspendu pour piétons au-dessus de la gorge du lac de Trift en 2004, l'ancien chemin de fer d'usine, créé avec la prise d'eau dans le Sunnigen Trift, est accessible au public. Le pont suspendu appelé "Triftbrücke" a été remplacé en 2009 par un nouveau pont, plus sûr. Le pont attire de nombreux touristes. Les grimpeurs sportifs utilisent les voies d'escalade qui ont été aménagées ces dernières années dans les environs de la cabane Windegg. Avec environ 170 m de long et 100 m de haut, le pont de Trift est l'un des plus grands ponts piétonniers des Alpes.

## Projet de barrage et résistance
Le lac de Trift s'est formé naturellement lorsque le glacier de Trift a fondu dans la cuvette inférieure de Trift en raison du réchauffement climatique. Il ne restait plus qu'un lac naturellement retenu par la barre rocheuse de la Windegg/Drosiegg, le lac de Trift. Depuis des années, l'entreprise installée ici, les Kraftwerke Oberhasli (KWO), une filiale des Forces motrices bernoises (FMB), prévoit de retenir environ 85 millions de mètres cubes d'eau avec un barrage de plus de cent mètres de haut, ce qui correspond à une teneur énergétique de 215 GWh. Selon ses propres indications, l'usine pourrait ainsi produire 145 GWh d'électricité supplémentaire par an et stocker de l'énergie.
Très tôt, les Forces motrices d'Oberhasli (KWO) ont impliqué les associations de protection de l'environnement dans sa planification, car le lac de retenue inonderait de vastes surfaces d'habitats précieux. Le processus de négociation a abouti à de nombreux compromis. Finalement, le Club alpin suisse, le WWF Suisse, Pro Natura et la Fédération bernoise de pêche ont approuvé le projet de barrage de Trift. Les Amis de la nature, Aqua viva, l'association du Grimsel et le comité de Trift et l'action Traces climatiques s'opposent. Le parlement cantonal bernois a donné son feu vert à KWO en juin 2023 pour la construction du projet. Les associations environnementales restent divisées, certaines continuent à s'opposer à la construction d'un barrage sur le lac de dérivation. Aqua Viva et l'association du Grimsel ont déposé le 27.12.2023 un recours auprès du Tribunal administratif bernois contre l'octroi de la concession par le Grand Conseil du canton de Berne.